# Natuurhistorisch Museum Maastricht
Het Natuurhistorisch Museum Maastricht (NHM) is een natuurhistorisch museum in de Nederlandse stad Maastricht. Het museum is gevestigd in het voormalige Grauwzustersklooster aan het De Bosquetplein in de wijk Jekerkwartier in het centrum van Maastricht. Het NHM is vooral bekend vanwege de voor Nederland unieke collectie Krijtfossielen, waaronder diverse Mosasaurussen, Prognathodons en Hadrosaurussen.

## Geschiedenis
In 1910 werd te Sittard het Natuurhistorisch Genootschap in Limburg opgericht, dat kort na de oprichting besloot in Maastricht een museum in te richten voor het tentoonstellen van zijn verzamelingen, waarvan een deel afkomstig was van de Société des Amis des Sciences, Lettres et Arts (1822 - ca. 1900). Een belangrijk onderdeel van die verzameling was de mossenverzameling van de apotheker J.L. Franquinet. In 1912 werd het voormalige klooster van de Grauwzusters in het Jekerkwartier gehuurd, maar al na enkele jaren bleek de exploitatie een te zware financiële last voor het Genootschap, waarna de gemeente Maastricht het museum en de verzamelingen in 1917 kosteloos overnam. Het Genootschap bleef echter nauw bij het museum betrokken en houdt nog steeds zijn ledenvergaderingen in het gebouw aan het De Bosquetplein. In 1920 werd het vervallen gebouw gerestaureerd en ontwierp architect Willem Sprenger een botanische tuin. In 1939 werd een Commissie van Toezicht opgericht, waarna de aanvankelijk vrij willekeurige acquisities een meer geordend karakter kregen.
Tussen 1975 en 1977 vond een grootscheepse verbouwing plaats, waarna het vernieuwde museum op 14 juni 1977 werd geopend door prins Claus. Waarschijnlijk werd toen de naam van de straat waaraan zich de hoofdingang bevond, voorheen Heksenhoek (naar de familienaam Hex), gewijzigd in De Bosquetplein, naar de Maastrichtse apotheker en paleontoloog Joseph de Bosquet (1814-1880), een belangrijk kenner van Krijtfossielen. Sinds 2006 is het museum ondergebracht in een gemeentelijke organisatie, samen met het Centre Céramique; in 2012 uitgebreid met het amateurkunstencentrum Kumulus. Het NHM beheert, naast het eigenlijke museum, tevens een kinderboerderij, een schooltuinencomplex en een onderwijswerkplaats.
Conservator (aanvankelijk tevens directeur) van het museum waren achtereenvolgens: rector Jos. Cremers, voorheen biologieleraar aan het seminarie van Rolduc (1912-1939), Wilhelmina van de Geijn, paleontoloog (1939-1947), Eugène Kruytzer (1948-1964), Dirk Montagne (1964-1980), Martin Bless (1981-1988), Douwe de Graaf (1988-2005) en Anne Schulp (2005-2012). Vanaf 2006, het jaar van de fusie met Centre Céramique en Kumulus, is de functie van conservator en directeur gesplitst. Directeur Erik Wetzels trad in 2015 terug en werd toen opgevolgd door Stef Niekamp. Sinds 2020 was Maurits Haenen interim-directeur, totdat in april 2022 Wim Hupperetz directeur werd.

## Huisvesting
Al meer dan een eeuw is het NHM gevestigd in het monumentale kloostercomplex Sint-Elisabethsdal, dat van 1673 tot 1796 bewoond werd door grauwzusters. In de 19e eeuw was het gebouw in gebruik als zwakzinnigengesticht, weeshuis en tijdelijke huisvesting van gemeentelijke diensten. De kern van het complex bestaat uit het 17e-eeuwse Huis Stas in Maaslandse renaissancestijl met typerende speklagen en sierlijke krulgevels. Het interieur van het pand is nog deels origineel met houten vloeren en een plafond met troggewelven. Ook de twee aangrenzende kloostervleugels stammen uit de 17e eeuw, maar deze zijn later sterk verbouwd. De voormalige kloosterkapel in sobere barokstijl dateert uit 1705. Het interieur van de rechthoekige kapel is sterk gewijzigd en is thans ingericht als tijdelijke expositieruimte. Het ingangsportaal werd eind 18e eeuw toegevoegd.
Naast de kapel en bij de hoofdingang aan het De Bosquetplein bevinden zich enkele zwerfkeien, afkomstig uit de ENCI-groeve. De toegangspoort is versierd met bronzen reliëfs van de Maastrichtse kunstenaar Han van Wetering. Boven de poort staat in een nis een beeldje van een grauwzuster van Frans van de Laar uit 1921.
Achter het museum ligt aan het riviertje de Jeker een heemtuin, genoemd naar de botanicus August de Wever, een van de oprichters van het Natuurhistorisch Genootschap in Limburg. De tuin werd eind jaren 1940 heringericht door de bekende tuinarchitecte Mien Ruys, waarbij helderheid en geometrie de leidende principes waren. Typerend voor de stijl van Mien Ruys zijn het gazon met vijvers en de pergola langs de Jeker. De twee verhoogde terrassen hebben muurtjes van lokale vuursteen. In het beplantingsschema nemen kalkminnende planten, zoals het zinkviooltje, daslook, gele anemoon, slangenkruid en lokaal voorkomende orchideeën, een belangrijke plaats in. Her en der staan enkele kunstwerken opgesteld, waaronder een bronzen borstbeeld van de Maastrichtse natuurvorser Jac. P. Thijsse. In de tuin bevindt zich tevens een glazen paviljoen, dat gebouwd werd voor de huisvesting van een groot blok mergel waarin zich een belangrijk Krijtfossiel bevindt. Naast het paviljoen staat een Wollemiaboom, een zogenaamd levend fossiel uit het Krijttijdperk.

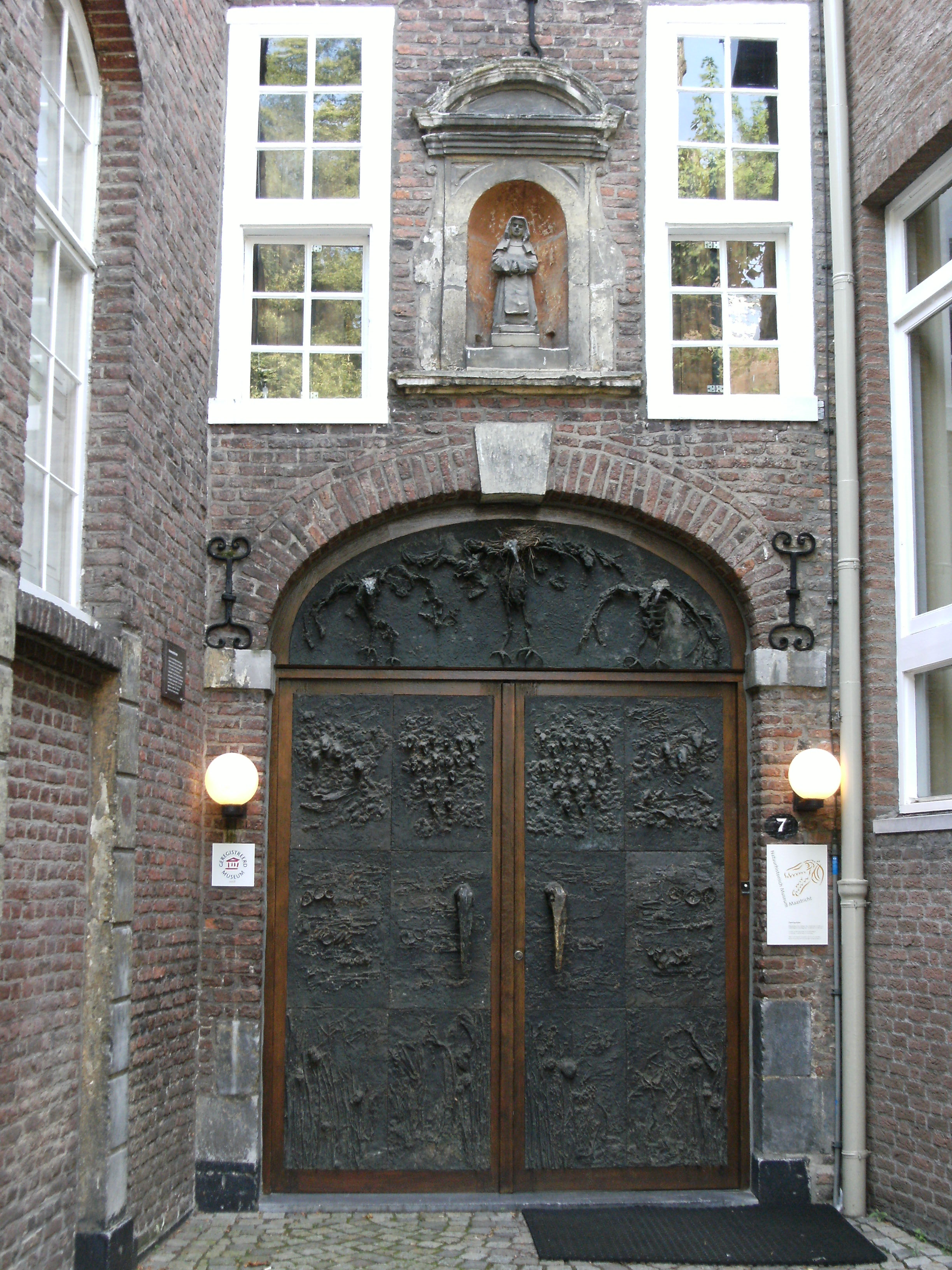
Museumpoort
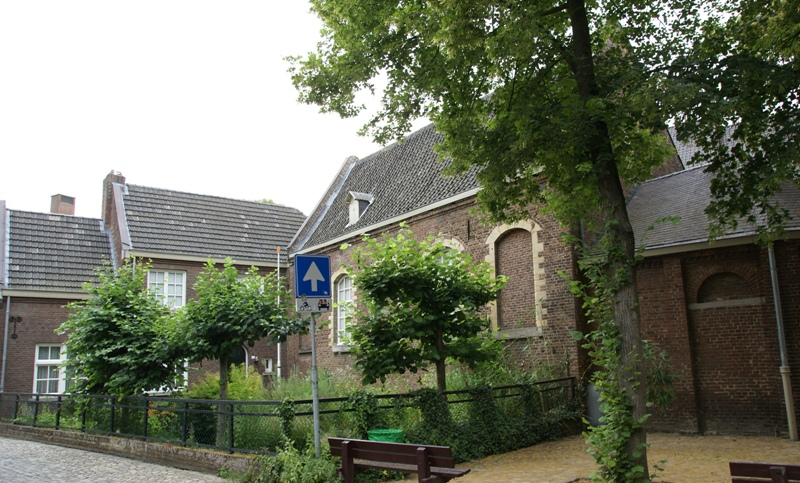
Kapel en botanische tuin
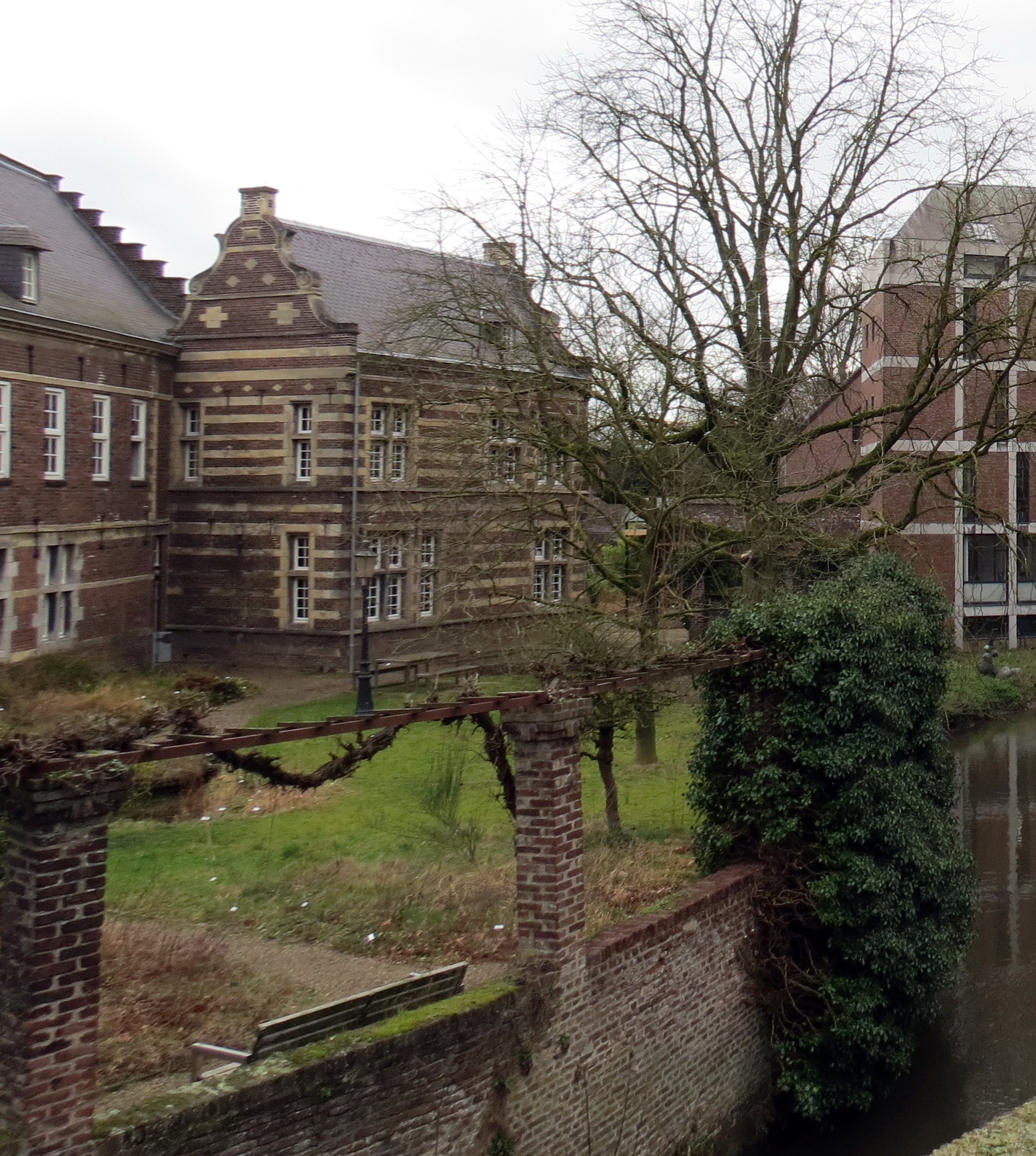
Huis Stas, tuin en Jeker
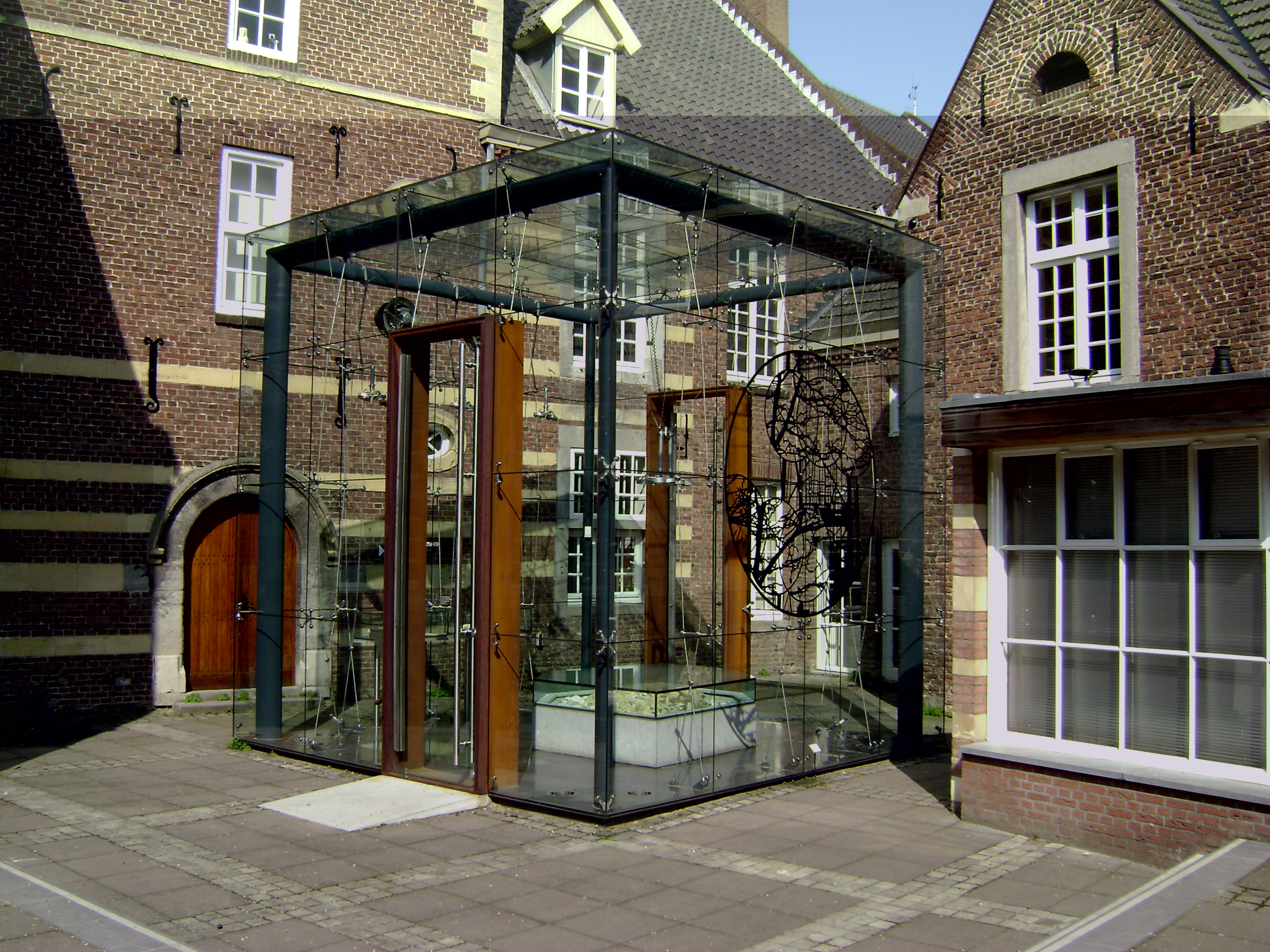
Paviljoen voor Bèr

## Collecties
De museumcollectie bestaat uit zo'n 550.000 objecten op het gebied van de geologie, paleontologie en flora en fauna van Zuid-Limburg. Een deel van de collectie wordt gepresenteerd als diorama of in aquaria en terraria. In het oude pand Stas is een historisch kabinet ingericht in de stijl van een natuurhistorisch museum omstreeks 1900. Hier bevindt zich een menagerie van opgezette dieren en curiosa, zoals een rattenkoning uit de 19e eeuw.

### Krijtcollectie

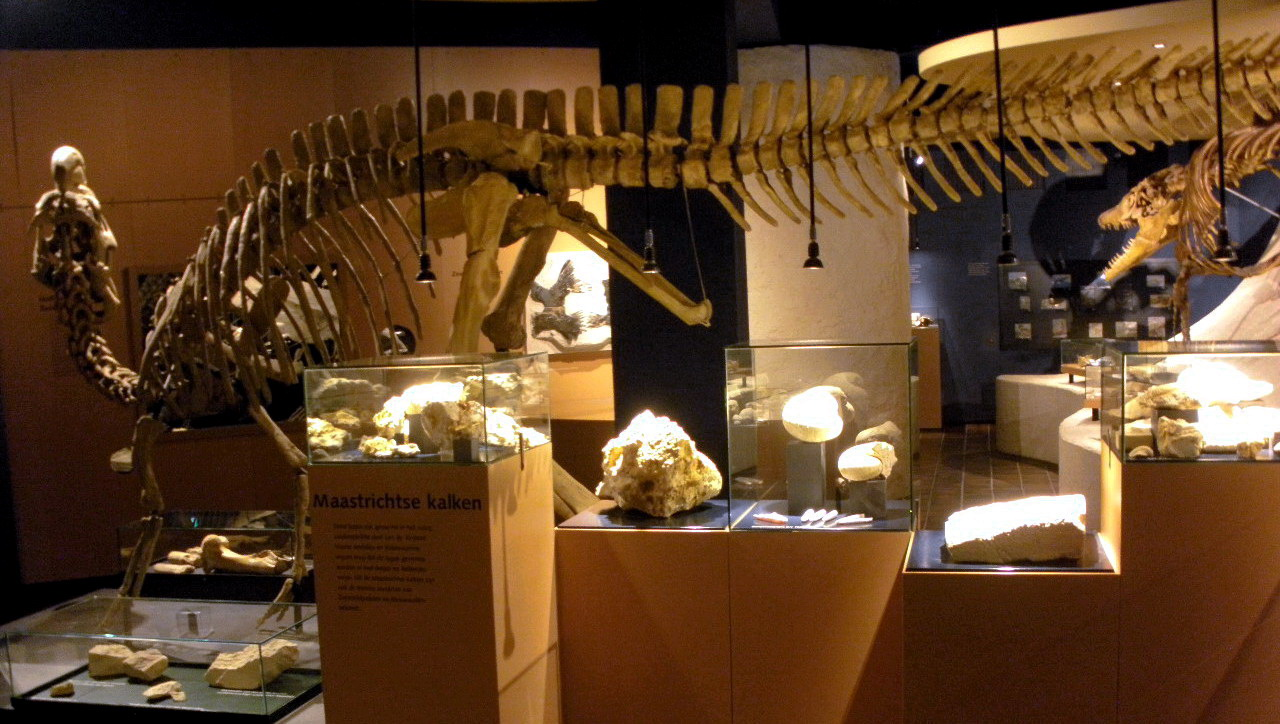
Afdeling Krijtfossielen

Het museum is internationaal bekend vanwege een aantal belangrijke fossielen uit de Krijtperiode. Topstukken uit de collectie zijn:
- een reconstructie van een bijna 5 meter hoge Hadrosaurus, de enige Nederlandse "dino".[15]
- een reconstructie van een Mosasaurus hoffmannii, een ruim 12 meter lange reuzenhagedis.
- de schedel, ruggengraat en een schouderblad van Prognathodon saturator, een andere Mosasaurus-achtige die in de Krijtzee ter plaatse van Maastricht leefde. Voor dit fossiel (bijgenaamd "Bèr" naar zijn vinder, die het ontdekte in de ENCI-groeve van de Sint-Pietersberg) werd wegens plaatsgebrek in het museum een glazen paviljoen in de tuin gebouwd (het "mosaleum").
- recentelijk (2012 en 2015) verwierf het museum twee nieuwe Mosasaurussen. Deze kregen de bijnamen "Carlo" en "Lars", naar hun respectievelijke ontdekkers. De botten van Carlo, een Mosasaurus hoffmannii, werden in 2012-13 beetje voor beetje "live" voor het museumpubliek uit een groot blok mergel geprepareerd. Vanaf 2016 is de preparatie van Lars live in het museum of via internet te volgen.[16]
- enkele reuzenschildpadden, Allopleuron hoffmannii, afkomstig uit de Krijtzee, gevonden in lokale mergelgroeven.

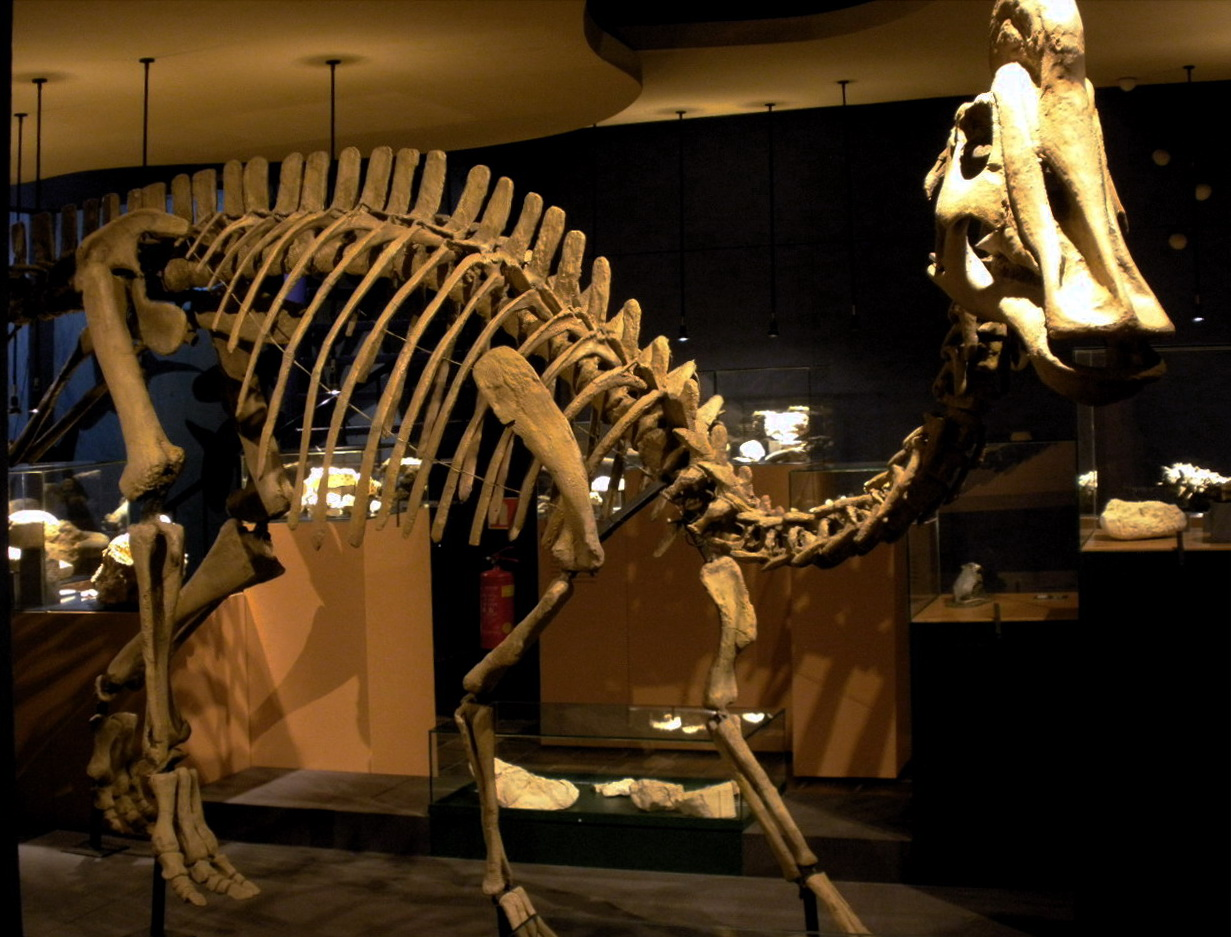
Reconstructie van een Hadrosaurus
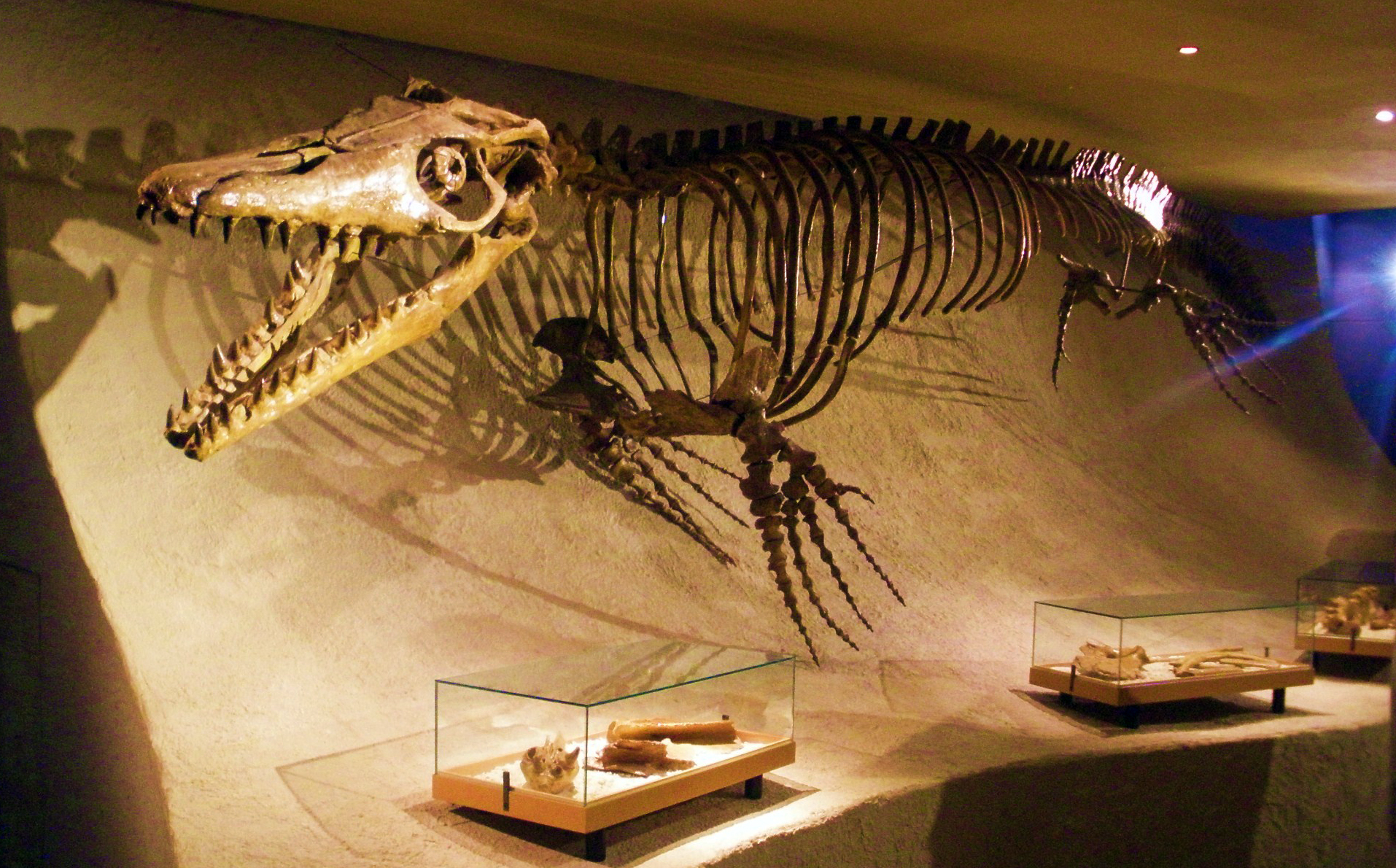
Reconstructie Mosasaurus hoffmannii
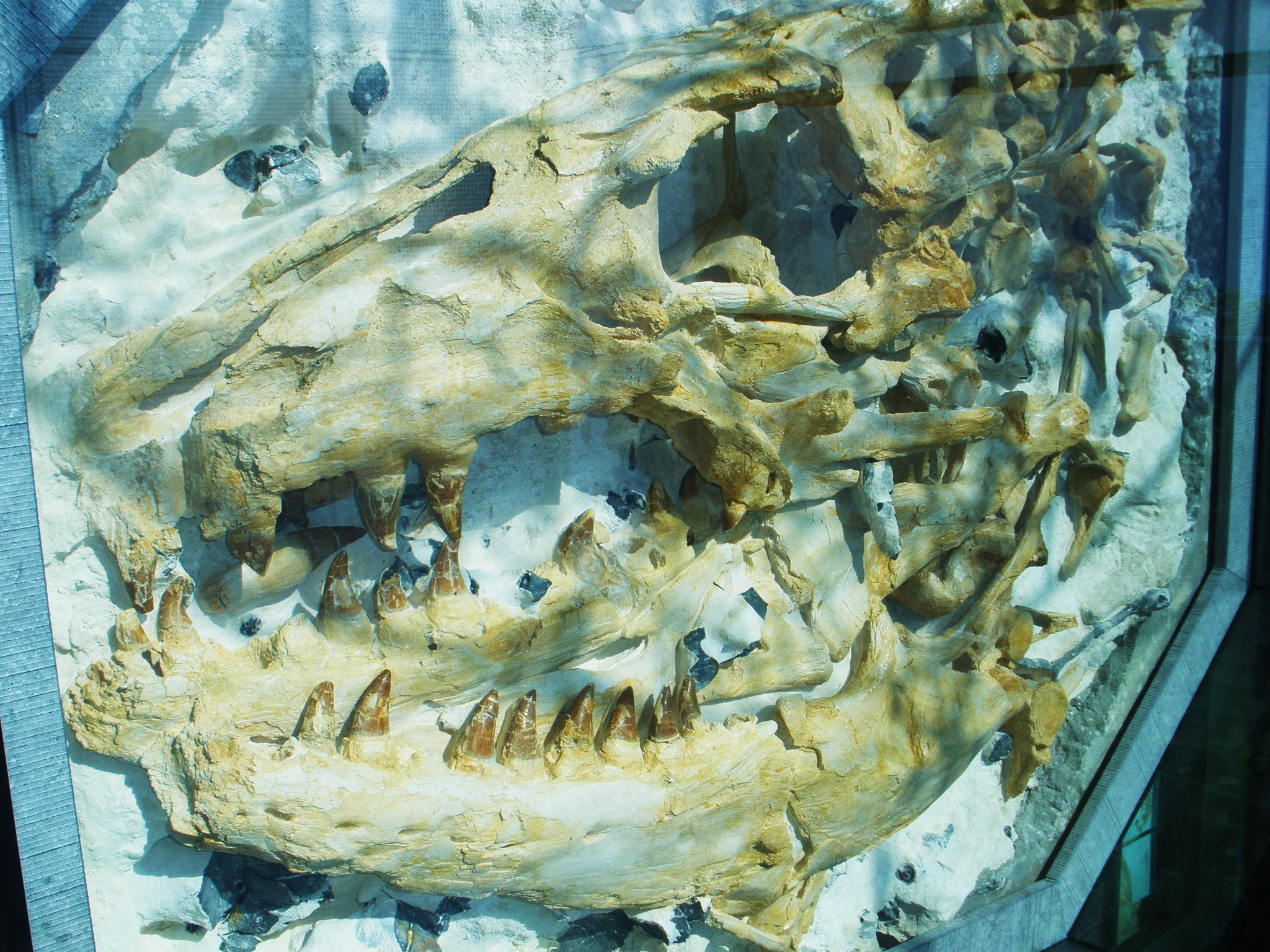
Prognathodon saturator, ofwel "Bèr"
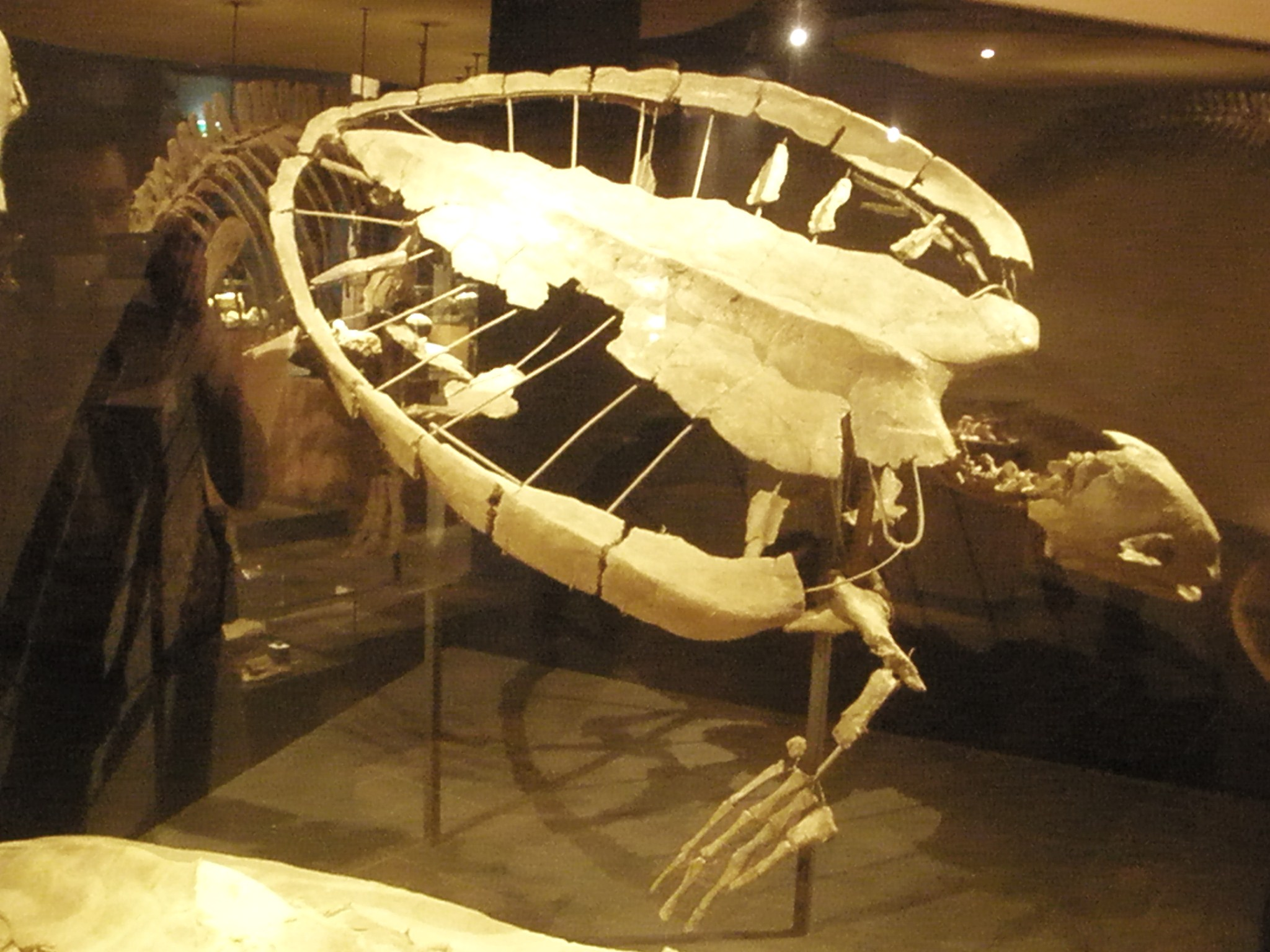
Reuzenschildpad Allopleuron hoffmannii

### Overige collecties

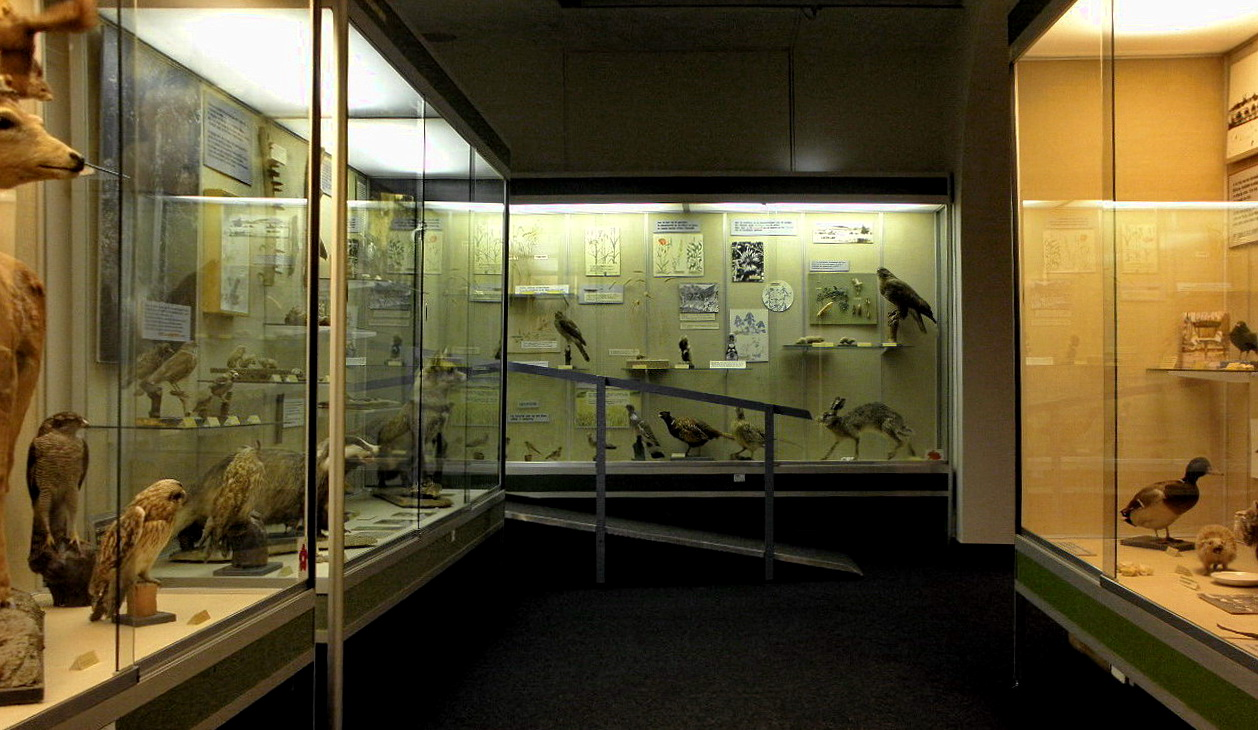
Geprepareerde vogels en inheemse dieren

Naast de Krijtcollectie bezit het Maastrichtse museum enkele andere internationaal befaamde collecties. Daartoe behoren de voorheen particuliere verzamelingen van insecten van Erich Wasmann, Cornelis Willemse en Joep van Boven. Met name de mierenverzameling van Wasmann, aangevuld met latere collecties, is befaamd. Van historisch belang zijn de herbaria van de 19e-eeuwse apotheker Jean Lambert Pierre Franquinet en mede-museumopricht August de Wever. Bij de collectie geologie ligt de nadruk op in Zuid-Limburg voorkomende gesteenten, al dan niet fossielhoudend. Een vrij recente aanwinst bestaat uit vondsten uit het Belvédère Interglaciaal, afkomstig uit de Belvédèregroeve vlak bij Maastricht, met onder andere restanten van wolharige neushoorns en mammoeten.

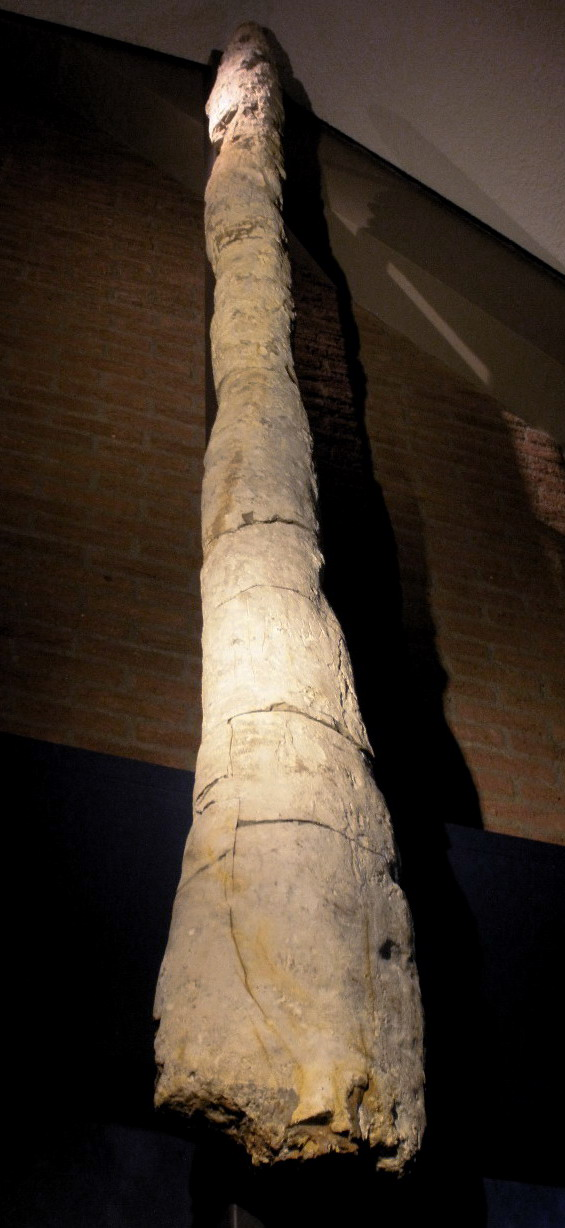
Vuursteenpijp
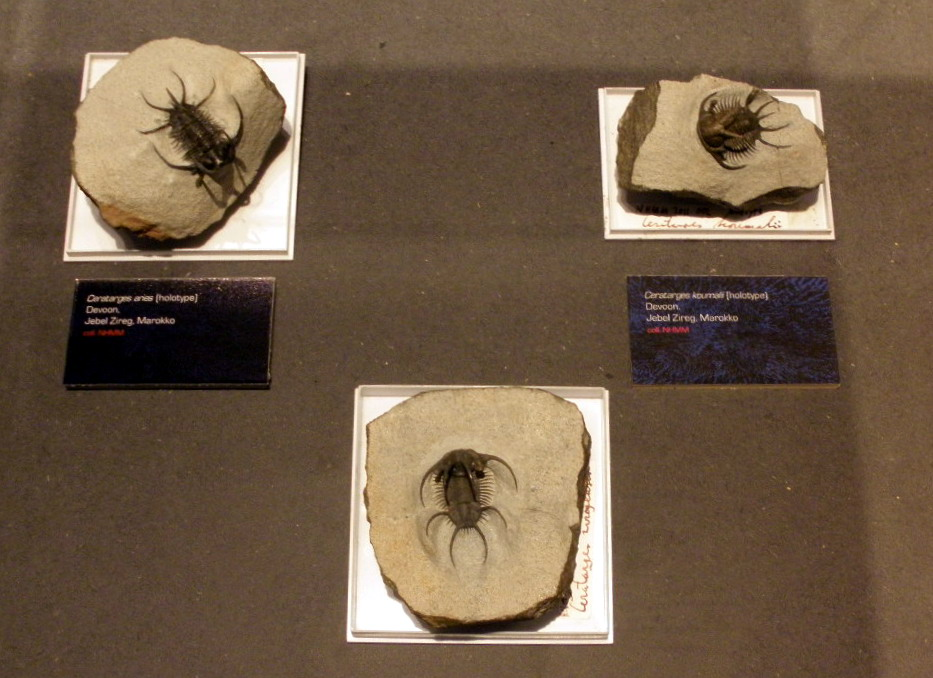
Uitgestorven trilobieten
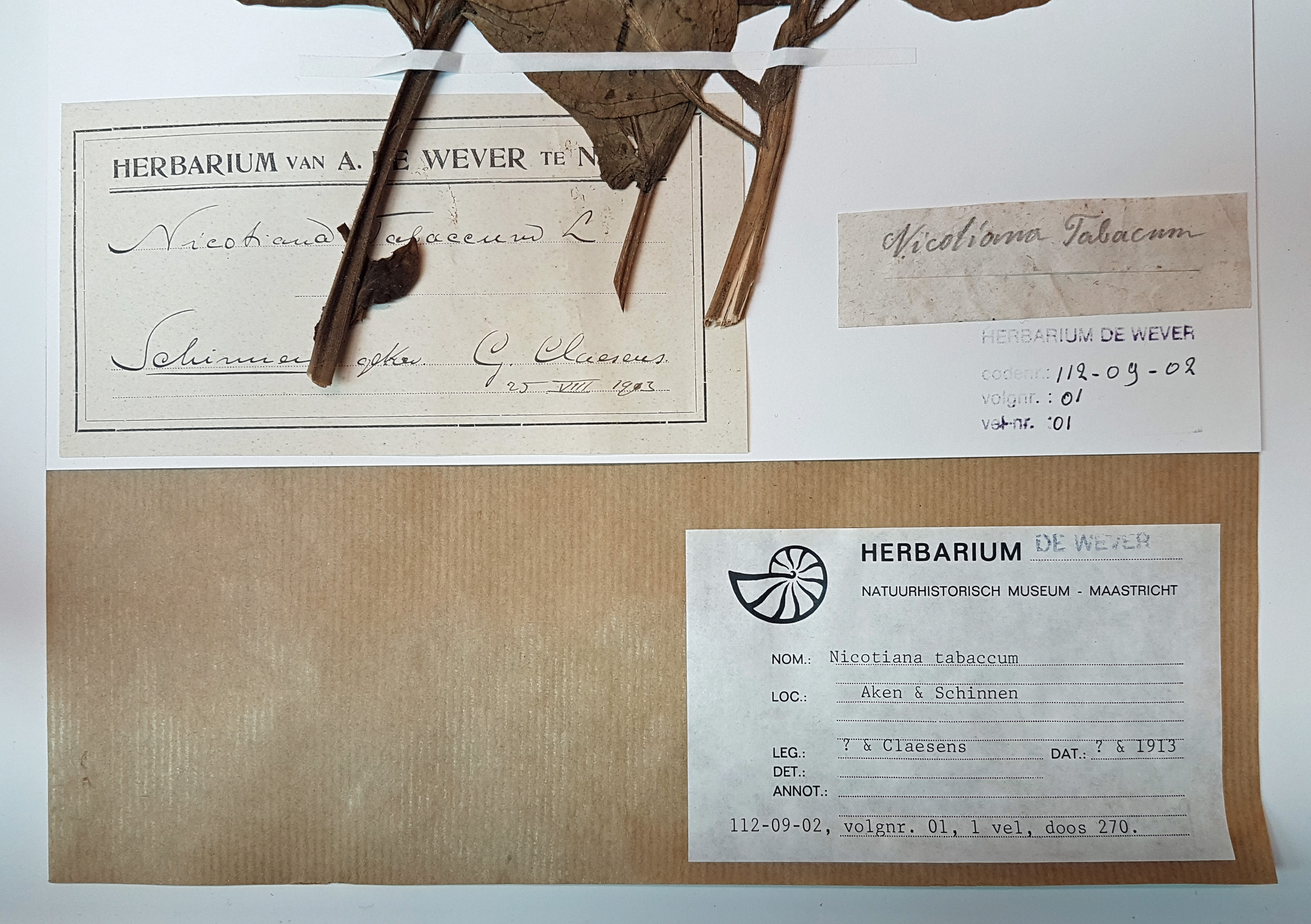
Herbarium De Wever
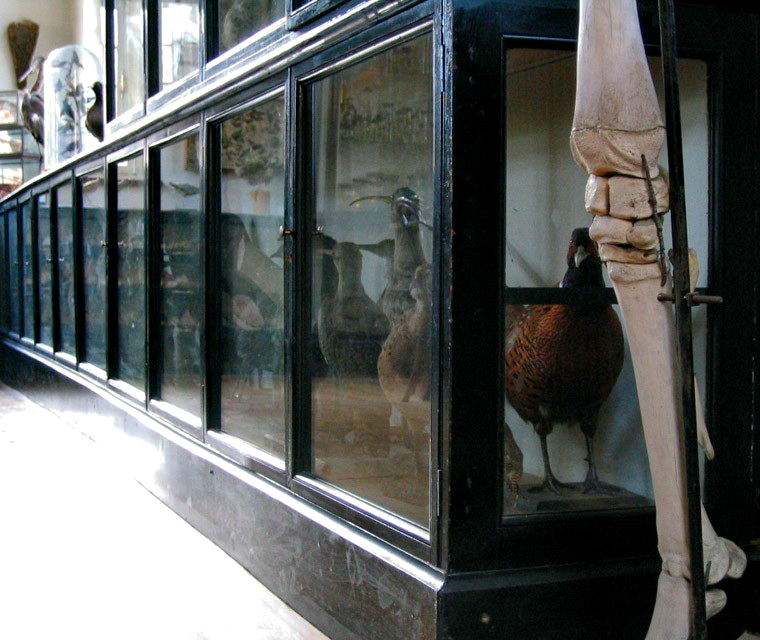
Historisch kabinet